# ناباربیسکا
ناباربیسکا دهستانی در استان آبیلای اسپانیا است.
در این دهستان ۳۶۹ نفر زندگی می‌کنند. مساحت این دهستان ۴۰٫۲۳ کیلومتر مربع است.